# 札苅駅
札苅駅（さつかりえき）は、北海道上磯郡木古内町札苅にある道南いさりび鉄道線の駅。電報略号はサカ。駅番号はsh02。日本国有鉄道・JR北海道における事務管理コードは▲141409。

## 歴史

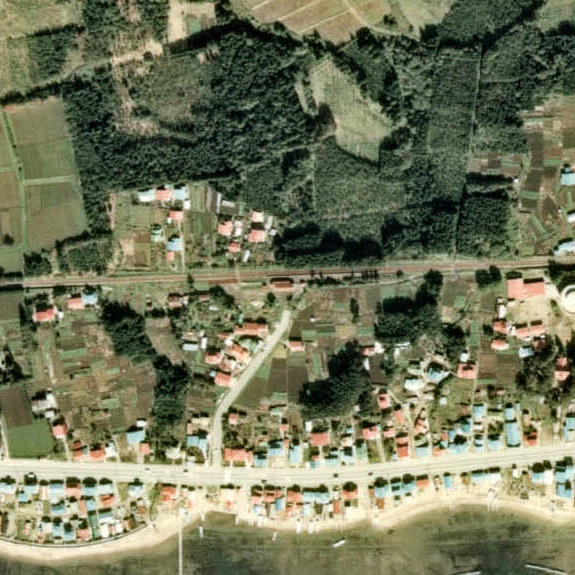
1976年の札苅駅と周囲約500m範囲。左が江差方面。単式ホーム1面1線で、駅舎横の江差側に切り欠き状の貨物ホームが残されている。

- 1930年（昭和5年）10月25日：国有鉄道上磯線の駅として開業[4]。一般駅[5]。
- 1936年（昭和11年）11月10日：上磯線が江差線に改称[6]。
- 1949年（昭和24年）6月1日：日本国有鉄道法施行に伴い、日本国有鉄道（国鉄）に継承。
- 1970年（昭和45年）12月12日：貨物・荷物取扱い廃止[5][7]。無人化[5][8]。
- 1987年（昭和62年）4月1日：国鉄分割民営化により北海道旅客鉄道（JR北海道）に継承[5]。
- 1988年（昭和63年）
  - 3月13日：海峡線（津軽海峡線）開業に伴い、当駅を含む江差線の五稜郭駅 - 木古内駅間が電化（交流20,000V・50Hz）。
    - この開業に伴い、貨物列車の待避などを考慮して駅構内の有効長を拡大し、交換設備を新設。従来の単式ホーム1面1線から相対式ホーム2面2線に変更。

  - 12月10日：駅舎改築[1]。
- 2014年（平成26年）
  - 5月12日：江差線の木古内駅 - 江差駅間が廃止。同区間内の渡島鶴岡駅が廃駅になったため、道内最南端の無人駅となる。
  - 6月22日：午前4時15分頃、構内で貨物列車が脱線する事故が発生[9]。
- 2016年（平成28年）3月26日：北海道新幹線新青森駅 - 新函館北斗駅間開通に伴い、当駅を含む江差線の五稜郭駅 - 木古内駅間がJR北海道から経営分離され、道南いさりび鉄道の駅となる。

### 駅名の由来
所在地の地名より。アイヌ語で「岩の・手前（＝磯端）」を表す「シラㇻツカㇻ（sirar-tukar）」に由来するとされる。このほか、「シラツトカリ」（岩礁の北方）に由来するとした説もある。

## 駅構造
相対式ホーム2面2線を有する地上駅。駅舎側が第2乗降場、向かい側が第1乗降場となっている。かつては単式ホーム1面1線を有する構造であったが、海峡線の開通に伴い交換設備が新設された。2つのホームは千鳥式になっており、構内踏切で結ばれている。
JR時代は木古内駅管理の簡易委託駅であった。道南いさりび鉄道移管後も簡易委託は継続して行われている。
泉沢駅と同じタイプの小さな駅舎がある。内部には札苅町内会の広報紙掲示板が2019年に設置された。

### のりば
| のりば | 路線                | 方向 | 行先       |
| ------ | ------------------- | ---- | ---------- |
| 1      | ■道南いさりび鉄道線 | 上り | 木古内方面 |
| 2      | ■道南いさりび鉄道線 | 下り | 函館方面   |

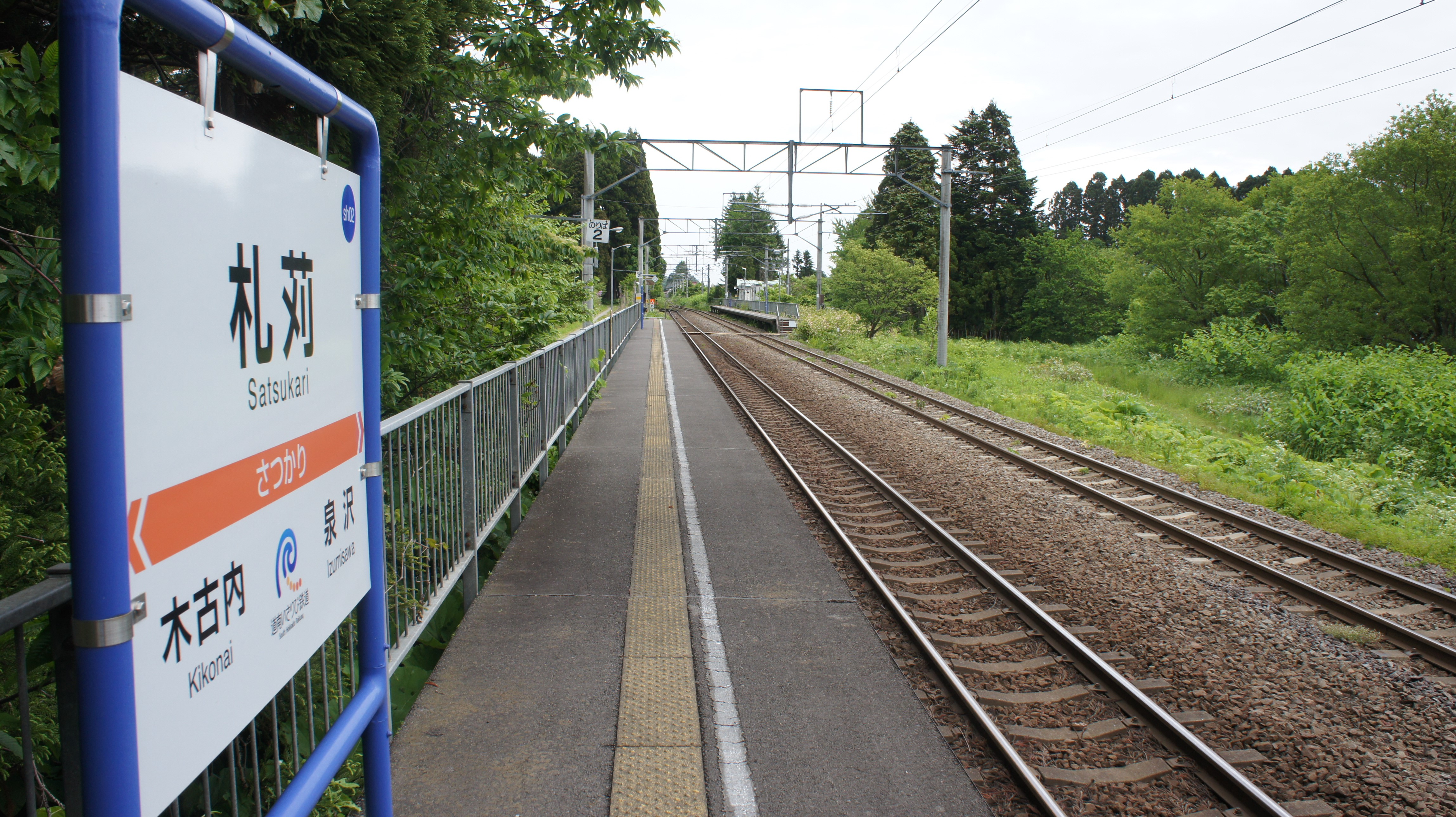
ホーム（2018年6月）
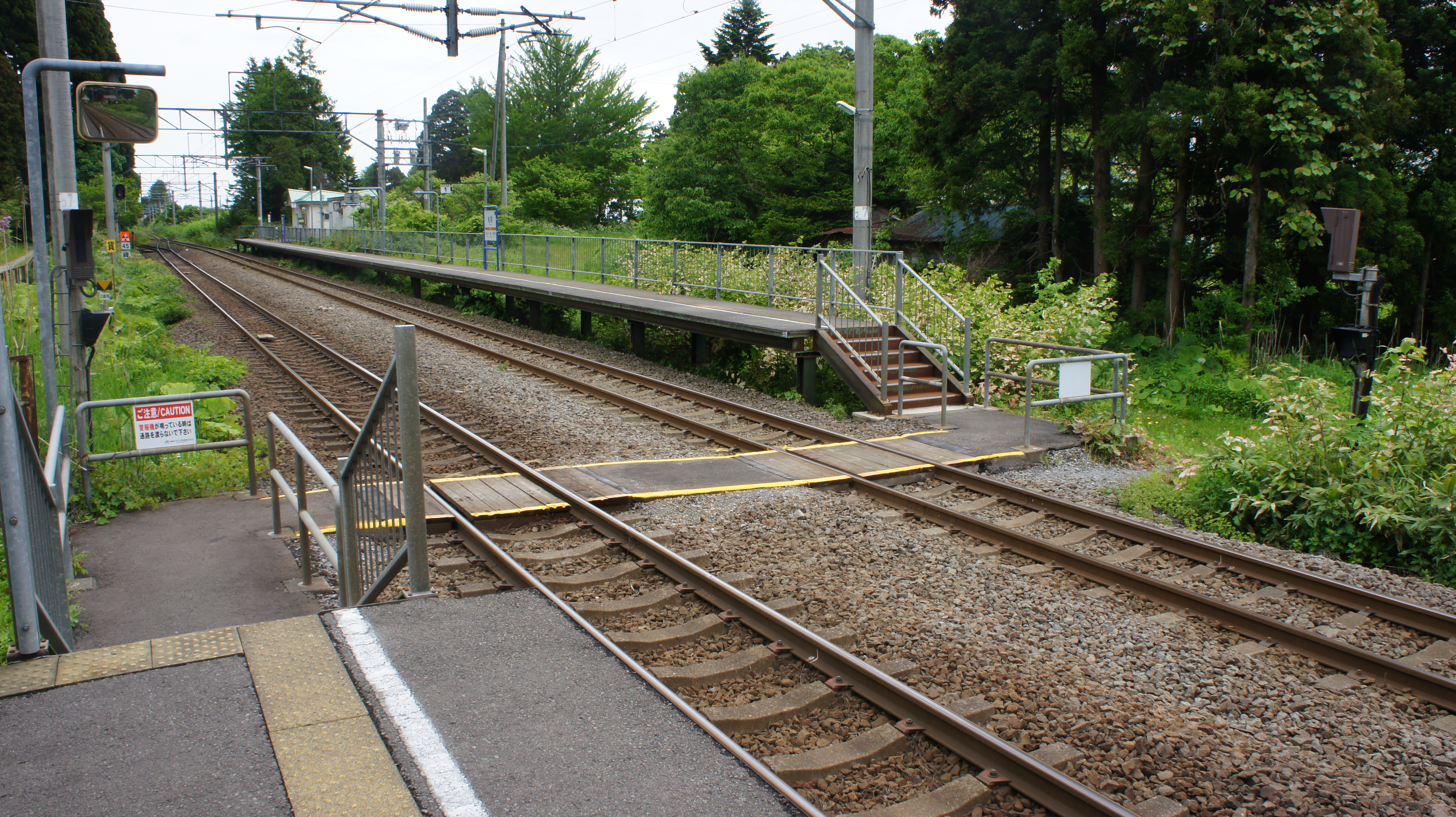
構内踏切（2018年6月）

## 駅周辺
- 国道228号
- 札苅郵便局
- 函館バス「札苅」停留所[13]

## 隣の駅
道南いさりび鉄道
■道南いさりび鉄道線
木古内駅 (sh01) - 札苅駅 (sh02) - 泉沢駅 (sh03)